# Magnus Kihlberg
Magnus Kihlberg, född 25 oktober 1973 i Örebro, är en svensk före detta fotbollsspelare (mittfältare).
Kihlberg spelade, i tur och ordning, för Karlslunds IF, BK Forward och Örgryte IS, innan han blev utlandsproffs i Norge. Han spelade i Lillestrøm SK och Molde FK, där han bland annat tränades av IFK Göteborgs tidigare tränare Arne Erlandsen och föregångaren Bo Johansson. 2006 återvände han till Sverige, till IFK Göteborg. 2011 avslutade Kihlberg karriären i Örebro SK.

## Seriematcher och mål
- 2000: 23 / 4 (Lilleström)
- 2001: 25 / 0
- 2002: 22 / 1
- 2003: 24 / 1 (Molde)
- 2004: 19 / 0
- 2005: 25 / 3
- 2006: 21 / 2 (IFK Göteborg)
- 2007: 17 / 3 (Ålesund)
- 2008: 29 / 1 (Örebro SK)
- 2009: 29 / 0
- 2010: 28 / 3
- 2011: 22 / 1